# Мобільні річкові сили

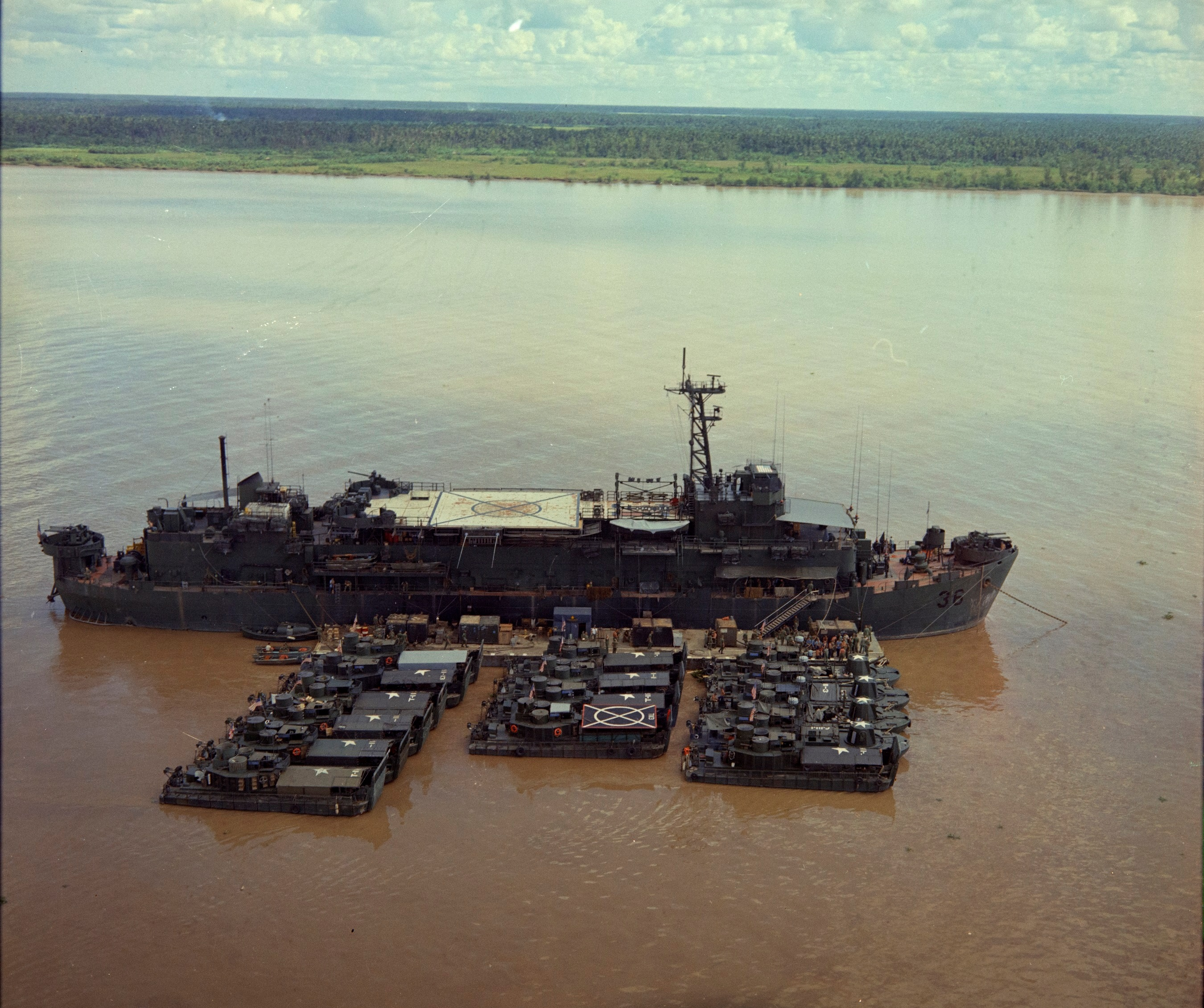
USS Benewah у складі Мобільних річкових сил. До нього пришвартовані річкові катери на базі модифікованих десантних барж

Під час війни у В'єтнамі, Мобільні річкові сили (Mobile Riverine Force (MRF) (після травня 1967), які спочатку називалися Мобільні плавучі сили дельти Меконгу (Mekong Delta Mobile Afloat Force), а потім Річковики (Riverines) -  річкове з'єднання, яке об'єднувало підрозділи  Армії США та ВМС США. Вони були створені з використанням досвіду застосування французами річкової флотилії час Першої Індокитайської війни і мали завдання як бойові, так і щодо транспортування солдатів та техніки. 

## Концепція операцій
Мобільні плавучі сили дельти Меконгу були задумані як засіб забезпечення всепогодної "ударної" спроможності у дельті Меконгу, аби нав'язувати  бої розташованим там підрозділами В'єтконгу. Саме це відрізняло цю флотилію від залучених на той час річкових підрозділів ВМС, які зосереджувались насамперед на забезпечені блокади та патрулюванні, залишаючи ініціативу противнику.  Крім того. терени дельти обмежували наступальні операції, крім річкових. Там бракувало надійних доріг,  були передбачуваними затори на мостах при масштабному переміщенні військ, буквально безліч проток, струмків, річок і каналів, болотиста місцевість, обмеження повітряних операцій нельотною погодою під час сезону мусонів. 

## Створення Мобільних річкових сил
Концепт Мобільних плавучих сил дельти Меконгу передбачав поєднання новостворених підрозділів ударних катерів з армійською піхотною бригадою, що складалася з трьох батальйонів. Відповідні сили базувалися на кораблях та суднах ВМС - 5 мобільним плавучим казармам, двом танкодесантним кораблям  2 LST, 2 великим рейдовим буксирам, і двом плавучим майстерням на базі десантних кораблів. Тактичну мобільність забезпечували мобільні річкові групи ВМС. кожна з яких могла перемістити посилений піхотний батальйон. Піхотна бригада відмовилась від непотрібної для річкових операцій протитанкової зброї (зокрема 106 міліметрових безвідкатних гармат та керованих протитанкових ракет, а також колісної техніки). Натомість вона отримала додаткові засоби зв'язку.   
Кожна річкова ударна група, пізніше перейменована на річкову ударну ескадру,  мала складатися з 52 модифікованих десантних барж  LCM-6, як водних бронетранспортерів,  5 LCM-6, які , 10 LCM -6 - "моніторів" з 105-мм гаубицею чи 81-міліметровим мінометом, 32 Assault Support Patrol Boats (ASPB), і ще 2 LCM-6 для перевезення пального. До складу рятувальних сил увійшли: 2  2000 тонні важкі плавучі крани, 2 рейдові буксири, 2 ремонтних кораблі на базі десантних барж, і три 100-тонні плавучі сухі доки.  Пізніше кількість ескадр зросла до 4.  

## Катери ВМС

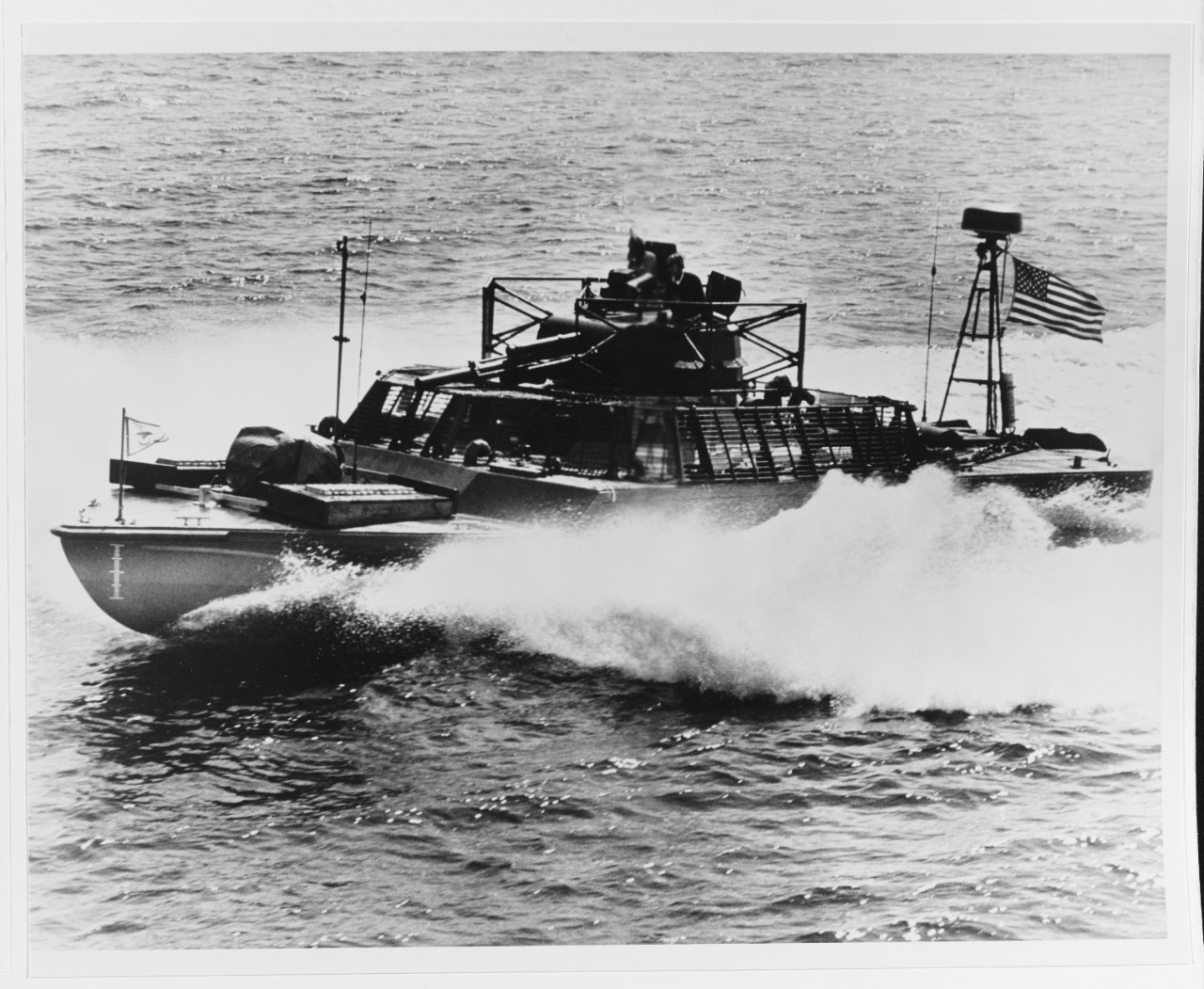
Патрульний катер підтримки атаки (Assault support patrol boat)

Крім модифікованих десантних барж у складі флотилії діяли катери ВМС США, зокрема 15-ти метровий "Швидкохідний патрульний катер" (Patrol Craft Fast) , а також 9,4 -метровий  "Патрульний катер, річковий (Patrol Boat River). На основі французьких зразків, спеціально для умов В'єтнаму були сконструйовані Патрульні катери підтримки атаки (Assault Support Patrol Boat).   Їх вперше застосували  30 вересня 1967, вже через 10 днів після доставлення у В'єтнам.

Ці катери, більш відомі як "катери Альфа", мали довжину приблизно 15 метрів, сталевий корпус, алюмінієву надбудову, були озброєні двома турелями. на які встановлювали  20 міліметрову гармату Mk16 Mod 4 Colt  чи великокаліберний кулемет Браунінга, двома кулеметами калібру 7.62, один 81 мм. міномет. Катер тягнув ланцюг для тралення мін, а екіпаж складався з 5 осіб.

## Вогнева підтримка

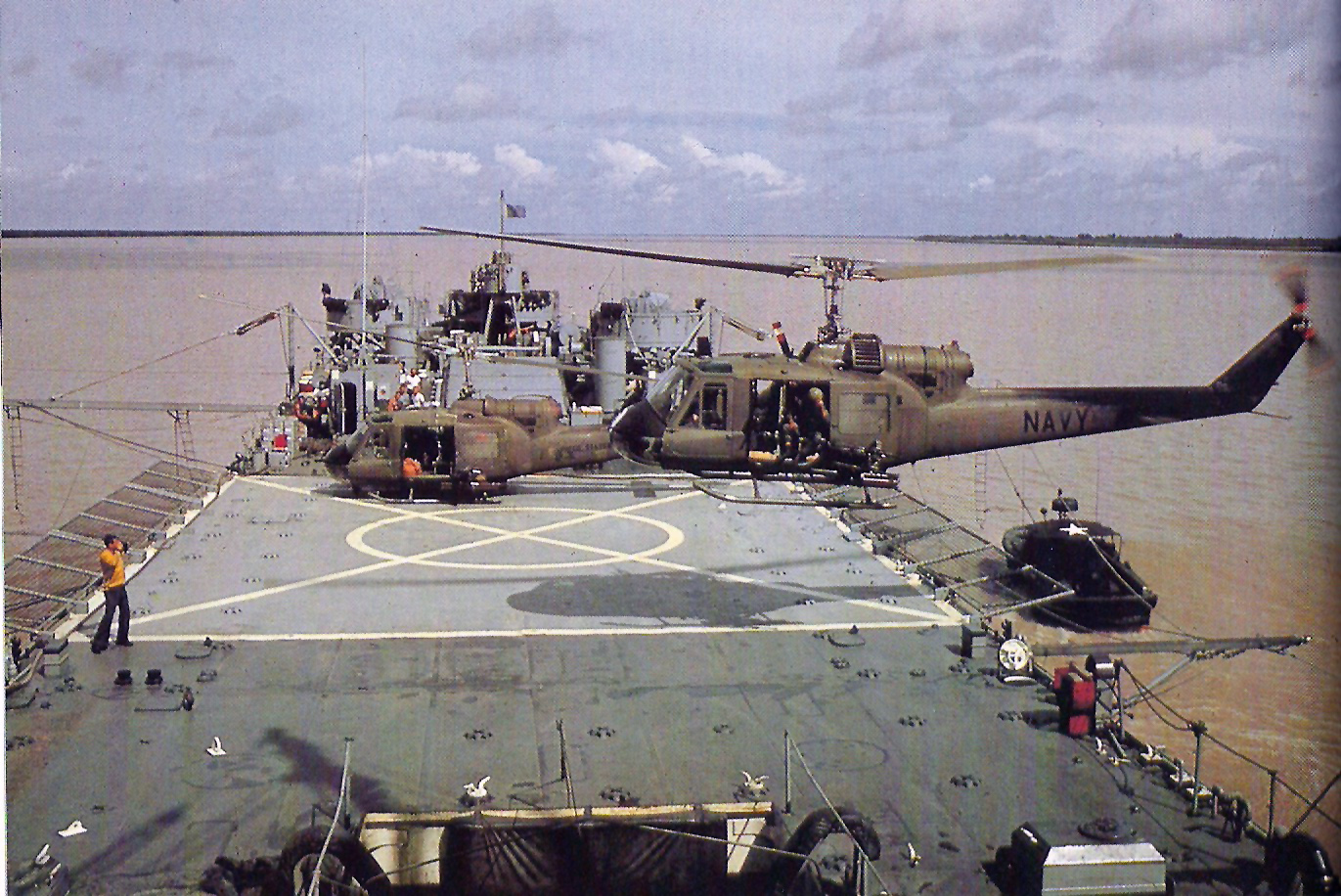
Вертоліт Мобільних річкових сил Bell UH-1E сідає на палубу пристосованого під річковий вертольотоносець колишнього танкодесантного корабля USS Harnett County (LST-821) під час операцій у дельті Меконгу у жовтні 1967. На борту вже знаходиться армійський вертоліт UH-1B

Накопичивши бойовий досвід Мобільні річкові сили були поповнені баржами зі встановленими на них армійськими гарматами та мінометами, які буксирували у райони, де б вони могли забезпечити надання вогневої підтримки операціям. Крім того флотилія отримала власну групу з повітряної підтримки - Ескадрилью ударних вертольотів  (Helicopter Attack Squadron) "Seawolves". 